# Seu Vella de Coïmbra
La Seu Vella de Coïmbra (en portuguès: Sé Velha de Coimbra) és un dels edificis d'estil romànic més importants de Portugal. La construcció de la catedral va començar en algun moment després de la batalla d'Ourique (1139), quan Alfons Henriques es declarà rei de Portugal i escollí Coïmbra com a capital del regne. A la seu hi ha sepultat Sesnando Davides, Comte de Coïmbra.

## Història
Coïmbra (l'Aeminium de l'època romana) és seu episcopal d'ençà el segle v, succeint a la veïna Conímbriga, envaïda pel Sueus el 468. Malgrat la llarga història no hi ha notícies precises sobre la catedral de Coïmbra des de l'època germànica fins a la construcció de la Seu Vella. La Seu ocupà aquest indret des de l'època visigòtica. De la basílica anterior, del segle x, demolida el 1117, només se’n conserva la pedra fundacional. El 1139, després de la decisiva Batalla d'Ourique, Alfons Heriques decideix finançar la construcció d'una nova catedral, probablement perquè l'anterior es trobava molt deteriorada. Les obres haurien començat en temps del bisbe Bernardo (1146), però l'impuls definitiu fou donat el 1162 amb el bisbe Miguel Salomão, que ajudà a finançar-ne la construcció.
El 1182 les obres estaven avançades el suficient perquè el bisbe Bermudos, successor de Miguel Salomão, fos enterrat a la nova Seu. El 1185, fou coronat allà el segon rei de Portugal Sanç I. Els treballs principals haurien acabat a principis del segle xiii, amb les obres del claustre, començat pels volts del 1218, durant el regnat d'Alfons II.
S'atribueix el projecte de la Seu romànica al mestre Roberto, de possible origen francès, que dirigia la construcció de la Seu de Lisboa a la mateixa època i visitava Coïmbra periòdicament. La direcció de les obres quedà a càrrec del mestre Bernardo, possiblement també francès, substituït pel mestre Soeiro, un arquitecte que treballà després en altres esglésies a la diòcesi de Porto.
Obres importants ocorreran el segle xvi, quan es decoraren les naus amb rajoles, es construí la Porta Especiosa al costat nord i es modificà l'absidiola sud, però l'essencial de l'edifici romànic fou mantingut. El 1772, diversos anys després de l'expulsió dels jesuïtes pel Marquès de Pombal, la seu episcopal fou traslladada a l'antiga església jesuïta (l'actual Seu Nova de Coïmbra).

## Arquitectura
La Seu Vella de Coïmbra és l'única de les catedrals portugueses romàniques de l'època de la reconquesta que ha sobreviscut relativament intacta fins als nostres dies. La Seu Vella i, en menor grau, les esglésies de Sant Jaume i Sant Salvador, són exponents de la fase alfonsina del romànic coïmbrès. Altres esglésies de la ciutat com la del Monestir de Santa Creu i la de Sant Joan d'Almedina foren molt alterades i perderen el seu caràcter romànic.
Vista de l'exterior, la Seu recorda un petit castell amb murs alts coronats amb merlets i amb poques i estretes finestres. L'aparença de fortalesa és comuna a totes les catedrals portugueses de l'època i s'explica pel clima bèl·lic de la reconquesta. La façana principal té una espècie de torre central avançada amb un portal de múltiples arquivoltes i un finestral semblant al portal. Els capitells, arquivoltes i muntants del portal i del finestró estan abundantment decorats amb motius romànics amb influències àrabs i pre-romàniques. La façana està reforçada, als costats, per contraforts que ajuden a compensar la forta inclinació dels terrenys. La façana nord té dos portals d'estil renaixentista, essent notable la Porta Especiosa, un pòrtic de tres pisos, tipus retaule, construït a la dècada de 1530 per João de Ruão. Aquest portal és una de les principals obres del primer renaixement a Portugal. A la mateixa façana hi ha una altra porta, més petita i senzilla, dedicada a Santa Clara. Del costat est s'observa l'absis principal romànic i les dues absidioles, estant la del costat sud modificada en estil renaixentista. Sobre el transsepte hi ha un llanternó quadrangular romànic amb algunes alteracions del segle xviii.

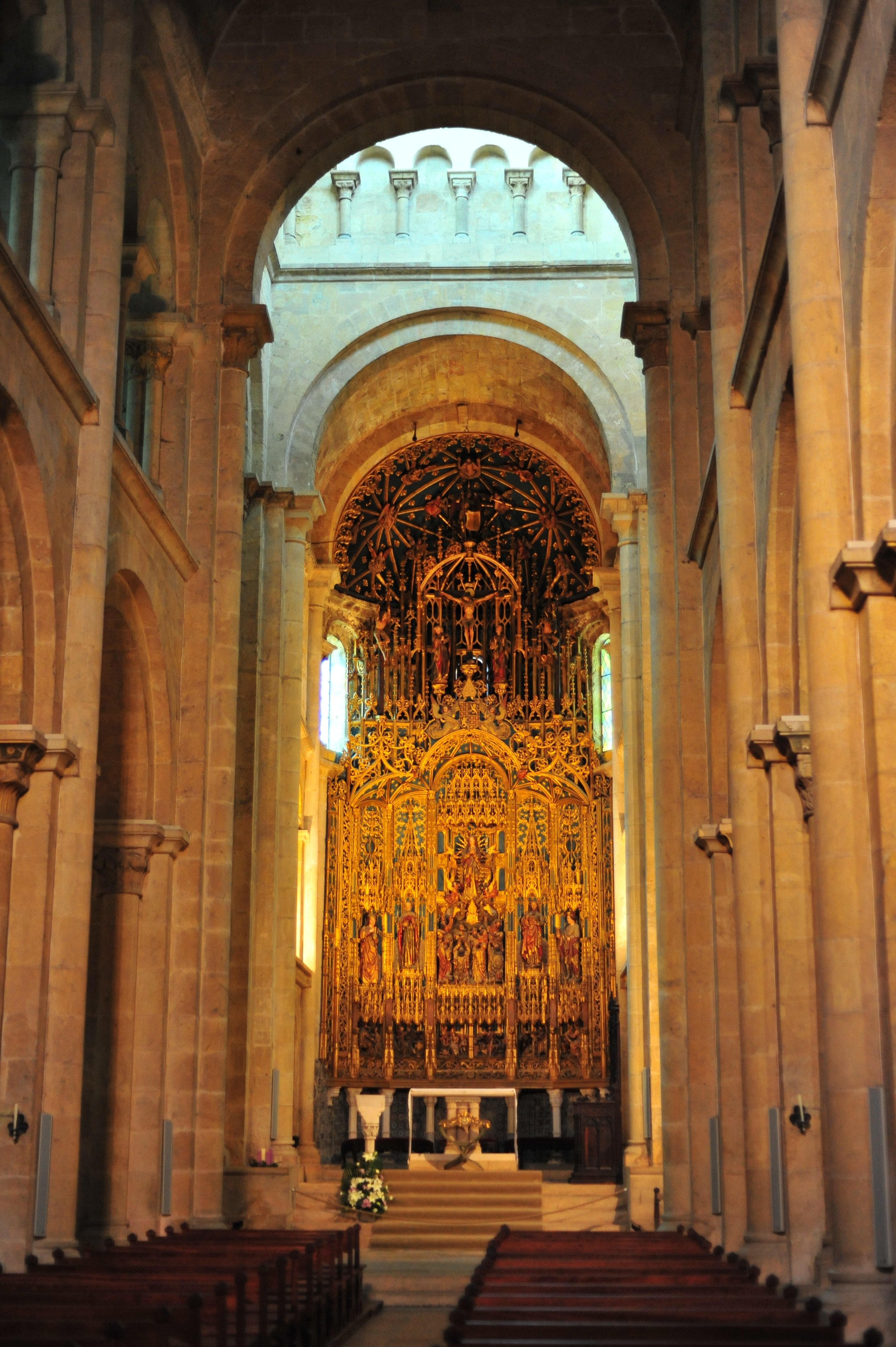
Interior. Nau amb l'altar, al fons.

L'interior és de tres naus i cinc trams amb el transsepte poc desenvolupat. La capçalera està formada per l'absis i dues absidioles. La cobertura és de volta de canó a la nau central i transsepte i de volta de creueria a les naus laterals. La nau principal té un elegant trifori al segon pis. Totes les columnes de l'interior tenen capitells decorats amb temes geomètrics, vegetalistes o animalistes. Les finestres del llanternó del creuer i el finestró de la façana principal són les principals fonts de llum natural de la Seu.

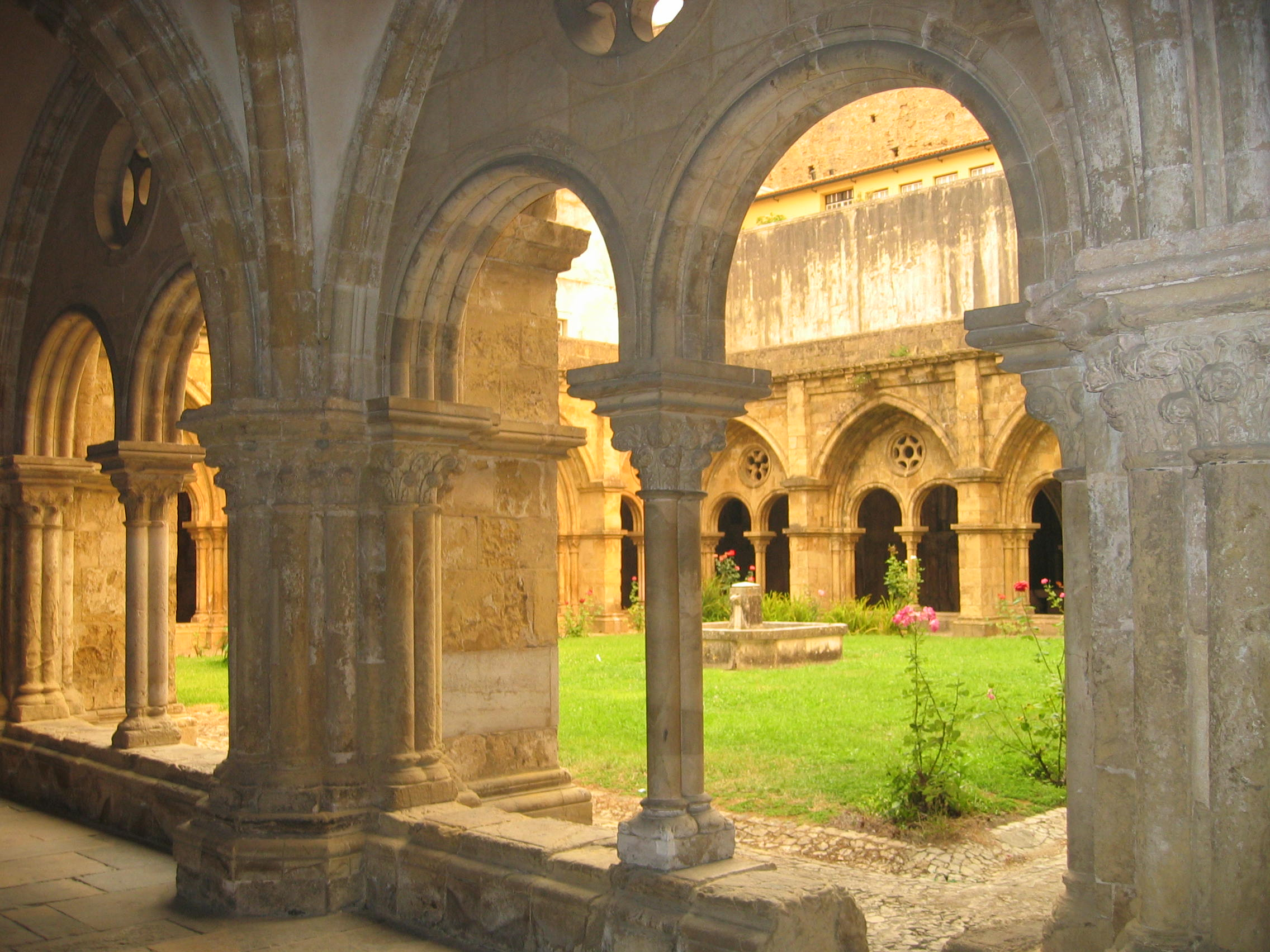
Claustre romànico-gòtic de la Seu Vella.

El claustre, construït durant el regnat d'Alfons II, és enstil de transició cap al gòtic. És al costat sud del temple. Cada cara del claustre posseeix cinc arcs ogivals, a l'interior dels quals hi ha inscrits dos arcs bessons de volta perfecta. Sobre aquests, s'obre una petita rosassa decorada amb traceria molt simple. Els trams són quadrats, amb les naus voltades en forma d'arcs torals molt punxeguts i els creuers de volta sencera. Els capitells dels arcs són prims i, majoritàriament, amb decoració vegetalista. El fet més interessant de tota l'obra són les cantonades, on coincideixen les dues arcades gòtiques que mútuament s'interrompen a mitjana alçada, tot creant un efecte original.

## Art
L'aspecte més notable de la decoració romànica de la Seu Vella és el gran nombre de capitells esculpits (prop de 380), que la converteix en un dels principals nuclis d'escultura romànica portuguesa. Els motius són entrellaçats, geomètrics i vegetalistes d'influència àrab o pre-romànica, així com quadrúpedes i aus enfrontades. Pràcticament no hi ha representacions humanes i no n'hi ha cap escena bíblica. L'absència de figures humanes és, tal vegada, conseqüència de ser creats per artistes mossàrabs establerts a Coïmbra al segle xii.
De l'època gòtica subsisteixen diverses tombes amb estàtues jacents al llarg de les naus laterals, algunes d'elles molt erosionades. Una de les més singulars és la de Vataça Lascaris (o Betaça), una dama romana d'Orient que anà a Portugal a principis del segle xiv acompanyant Elisabet d'Aragó, que hi anà per casar-se amb el rei Dionís I. La tomba duu l'emblema de l'Imperi Romà d'Orient: una àliga bicèfala, un treball escultòric atribuït al taller del Mestre Pero.
Al tombant entre el segle xv i el xvi, el bisbe Jorge d'Almeida promogué una gran reforma decorativa. Els pilars de les naus i parets laterals foren recoberts amb rajoles hispano-àrabs d'origen sevillà. Aquestes rajoles, acolorides i amb motius geomètrics, van ser retirades en una reforma posterior, però alguns trams subsisteixen encara a diversos punts de la Seu. Un altre afegit important va ser el retaule de l'altar, construït entre el 1498 i 1502 pels entalladors flamencs Olivier de Gand i Jean d'Ypres en estil gòtic flamíger. Aquest retaule, un intricat panell amb figures esculpides que il·lustren la història de la Verge i Jesús, ocupa quasi tot l'espai de l'altar romànic i és el millor retaule d'aquest tipus a Portugal. L'altar gòtic està recolzat sobre una taula d'altar romànica que conté inscripcions.

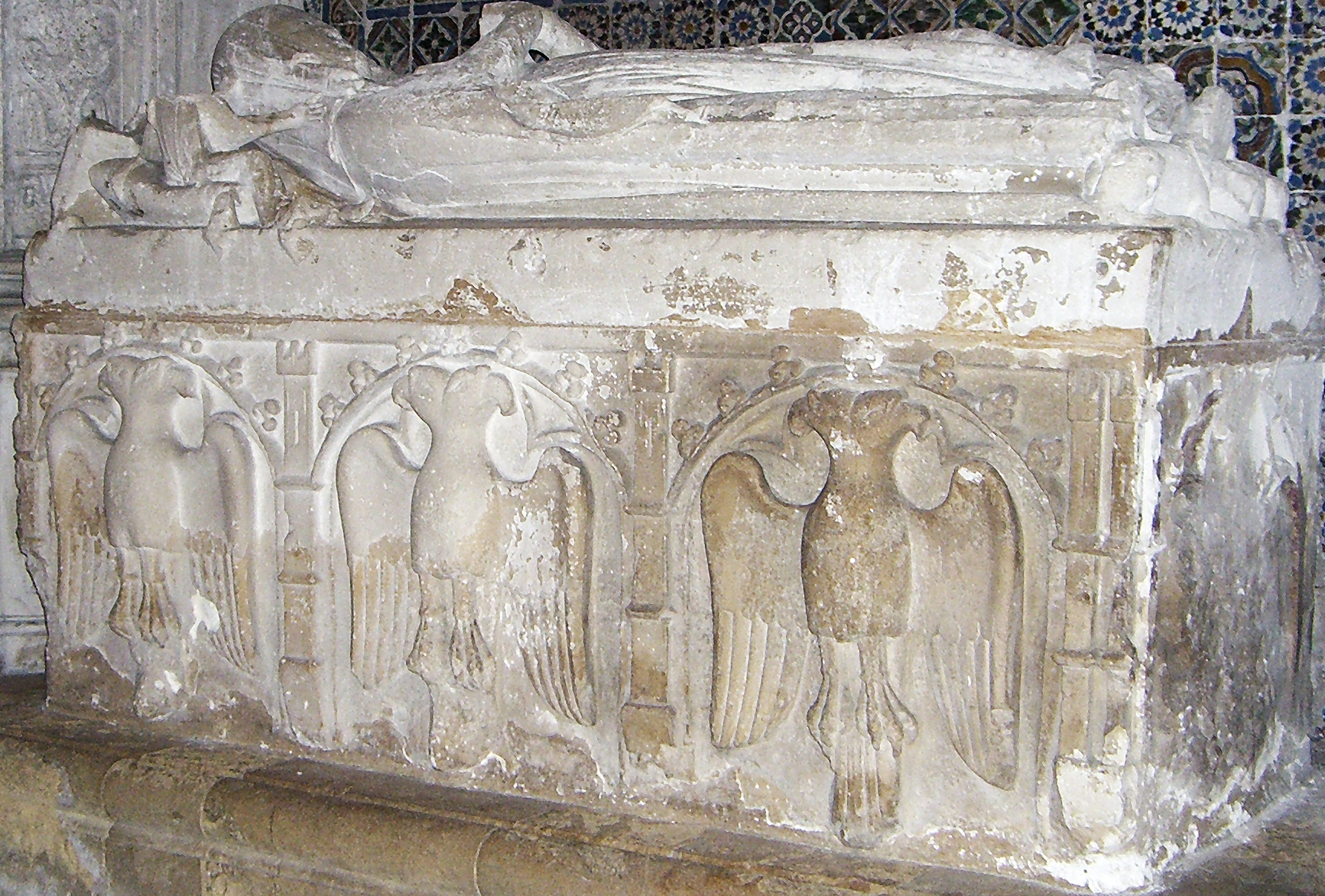
Tomba de Vataça Lascaris, 1336, envoltada de l'àliga bicèfala, símbol de noblesa a l'Imperi Romà d'Orient.

A l'absidiola nord hi ha Capella de Sant Pere, a la qual hi ha enterrat en una tomba a terra, el bisbe Jorge d'Almeida, conté un retaule renaixentista de Nicolás Chanterenne, del primer terç del segle xvi, amb l'escena de Quo Vadis, escultures de Sant Pere i Sant Pau i relleus de la vida del titular de la capella.
A l'absidiola sud hi ha la Capella del Santíssim Sagrament que va ser totalment reconstruïda en estil renaixentista (acabada prop del 1566) i té un magnífic retaule de pedra amb Jesús i els apòstols, de l'escultor João de Ruão. Aquest retaule és una autèntica acta de Concili de Trento. Entre aquesta capella i l'altar es conserva la pedra fundacional de l'antiga basílica.
Al transsepte es troba, també, una pica baptismal gòtico-renaixentista (prop de 1520-1540), obra del portuguès Diogo Pires o-Moço, originària de l'església de Sant Joan d'Almedina. La pica baptismal manuelina de la Seu Vella es troba avui a la Seu Nova de Coïmbra.